# Neonesidea ceramensis
Neonesidea ceramensis is een mosselkreeftjessoort uit de familie van de Bairdiidae. De wetenschappelijke naam van de soort is voor het eerst geldig gepubliceerd in 1953 door Key.